# レーテ・フェッロヴィアーリア・イタリアーナ
レーテ・フェッロヴィアーリア・イタリアーナ（伊: Rete Ferroviaria Italiana, 略称: RFI）は、イタリアの鉄道管理企業。フェッロヴィーエ・デッロ・スタート（FS, 旧イタリア国鉄）の子会社である。鉄道路線を所有し、信号保安や保線などのサービスを提供している。また、イタリア半島とシチリア島との間の列車フェリーを運営している。
RFI社は、鉄道交通の所有と運行の分離に関する欧州連合の指令を受け、2001年7月1日に設立された。